# Маркчоргаст
Маркчоргаст (њем. Marktschorgast) град је у њемачкој савезној држави Баварска. Једно је од 22 општинска средишта округа Кулмбах. Према процјени из 2010. у граду је живјело 1.571 становника. Посједује регионалну шифру (AGS) 9477139.

## Географски и демографски подаци
Маркчоргаст се налази у савезној држави Баварска у округу Кулмбах. Град се налази на надморској висини од 476 метара. Површина општине износи 15,8 km². У самом граду је, према процјени из 2010. године, живјело 1.571 становника. Просјечна густина становништва износи 99 становника/km².